# Gordon Greer
Gordon Greer (né à Glasgow le 14 décembre 1980) est un footballeur écossais. Il joue au poste de défenseur.

## Carrière
Gordon Greer rejoint Brighton  le 13 juillet 2010 et y signe un contrat de trois ans. Le club joue alors en League One et Greer déclare le lendemain qu'il serait honoré de devenir le capitaine de la formation, ayant déjà exercé cette fonction lorsqu'il jouait à Swindon Town (2009-2010). La fonction est en effet disponible après le départ, quelques jours plus tôt, d'Andrew Crofts pour Norwich City. L'entraîneur du club, Gustavo Poyet lui accorde finalement le capitanat le 3 août suivant.
Rapidement, Greer s'impose comme un élément clé du système de défense de l'équipe, ce qui lui vaut les louanges de ses coéquipiers, notamment celles du milieu irlandais Gary Dicker, qui déclare le 21 octobre 2010 : « À l'entraînement, il ne veut même pas perdre un match. C'est un compétiteur, imposant et costaud. Il a déjà évolué en Championship et il peut aider l'équipe. Il a la voix dont nous avions besoin en défense la saison dernière lorsque nous luttions en championnat. C'est super de l'avoir à nos côtés. »
Finalement, à l'issue de la saison, Brighton décroche le titre de champion de League One et se trouve promu en Championship.
Le 2 août 2016, il s'engage pour une saison à Blackburn Rovers.

## Palmarès
Brighton and Hove Albion
- League One
  - Champion : 2011